# Keidži Širahata
Keidži Širahata (japonsky 白幡圭史, Širahata Keidži; * 8. října 1973 Kuširo) je bývalý japonský rychlobruslař.
V roce 1990 poprvé startoval na juniorském světovém šampionátu, od roku 1991 závodil ve Světovém poháru. Zúčastnil se Zimních olympijských her 1992 (1500 m – 43. místo, 5000 m – 22. místo, 10 000 m – 18. místo). Roku 1995 získal na Mistrovství světa ve víceboji stříbrnou medaili, další cenné kovy vybojoval na této akci i v dalších dvou letech: 1996 bronz a 1997 stříbro. Z Mistrovství světa na jednotlivých tratích 1996 si ze závodu na 5000 m přivezl stříbro. Startoval na ZOH 1998 (1500 m – 21. místo, 5000 m – 7. místo, 10 000 m – 14. místo). Cenný kov získal také na MS 2000, kde byl třetí v závodě na 5000 m. Zúčastnil se ZOH 2002, kde jeho maximem bylo čtvrté místo z 10kilometrové trati (dále 1500 m – 25. místo, 5000 m – 13. místo). Sportovní kariéru ukončil po sezóně 2001/2002.